# NGC 5647
NGC 5647 este o galaxie lenticulară situată în constelația Boarul. A fost descoperită în 11 iunie 1880 de către Édouard Stephan⁠(d). Se află la o distanță de 106,53 megaparseci de Pământ.